# Wiener Dokument
Das Wiener Dokument 2011 der Verhandlungen über vertrauens- und sicherheitsbildende Maßnahmen (WD 11) der Organisation für Sicherheit und Zusammenarbeit in Europa (OSZE) ist ein politisch verbindliches Übereinkommen aller 57 OSZE-Mitgliedsstaaten zur Transparenz und Vertrauensbildung mit Gültigkeit im Raum vom Atlantik bis zum Ural und in Zentralasien bis an die chinesische Grenze.

## Hintergrund
Das Dokument beschreibt vertrauensbildende Maßnahmen, um Abrüstung zu verwirklichen und sich in den gegenseitigen Beziehungen Androhung und Anwendung von Gewalt zu enthalten. Es wurde von den OSZE-Mitgliedern im Jahr 1990 erstmals unterzeichnet und in den Jahren 1992, 1994, 1999 und 2011 überarbeitet bzw. ergänzt.
Die vertrauensbildenden Maßnahmen sind gegenseitige Besuche von Beobachtern sowie Militärangehörigen und Informationsaustausch von Anzahl, Stationierung, Bewegung von militärischen Truppen, Organisation, Waffen, Militärschiffen, Militärflugzeugen und Militärhubschraubern der Vertragsstaaten.
Das Wiener Dokument lässt sich als Maßnahme im Rahmen der „Konventionelle Rüstungskontrolle im Rahmen der OSZE“ verstehen.

### Deutschland
Das Zentrum für Verifikationsaufgaben der Bundeswehr (ZVBw) in der Selfkant-Kaserne in Geilenkirchen plant, koordiniert und realisiert alle Missionen im Ausland nach dem Wiener Dokument mit deutscher Beteiligung, gewährleistet die ordnungsgemäße Durchführung von WD-Missionen anderer Vertragsstaaten in der Bundesrepublik Deutschland, stellt das für diese Aufgaben erforderliche Führungs- und Fachpersonal und wertet die Ergebnisse der Inspektions- und Überprüfungsbesuche aus.